# Kolovesi Nationalpark
Kolovesi Nationalpark (finsk: Koloveden kansallispuisto) er en nationalpark i Södra Savolax-regionen i Finland. Den blev grundlagt i 1990 og dækker et areal på 23 km2. Det beskytter f.eks. habitatet for det truede Saimaa Ringsæl (underart af Ringsæl). Typisk for det barske landskab i Kolovesi, dannet af istiden, er klippeklodser der stiger op fra vandet. Der er blevet opdaget hulemalerier i området. Motorbåde er forbudt, men kajak-, kanosejlads og roning tillades, og der er også flere afmærkede vandrestier i området. 